# Агавнадзор (река)
Агавнадзо́р (арм. Աղավնաձոր) — небольшая река в Армении (Вайоцдзорская область), правый приток реки Арпа. Длина 16 км, площадь водосбора 24 км².
Образуется на юго-западном склоне Каркатарского хребта у села Агавнадзор.
В верховьях реки расположена церковь Улгюр, на правом берегу — одноимённое село. Впадает в Арпу у села Арени.